# Mẫu hình Cờ chữ nhật và Cờ tam giác
Mẫu hình Cờ chữ nhật và Cờ tam giác là các mẫu hình thường được tìm thấy trong các biểu đồ giá của các tài sản giao dịch tài chính (cổ phiếu, trái phiếu, kỳ hạn, vv.). Các mẫu hình được đặc trưng bởi một hướng chủ đạo rõ ràng của xu hướng giá, tiếp theo là một sự củng cố và dịch chuyển trong phạm vi ràng buộc (rangebound), mà theo sau sau đó là sự phục hồi và tiếp tục của xu hướng chủ đạo này.

## Mẫu hình Cờ chữ nhật
Mẫu hình cờ chữ nhật được bao bọc bởi hai đường thẳng song song. Những đường này có thể là đi ngang hoặc chỉ theo hướng ngược lại của xu hướng thị trường chủ đạo. Cột cờ được hình thành bởi một đường đại diện cho xu hướng chủ đạo trên thị trường. Mẫu hình được xem là thị trường chỉ tạm thời "ngưng nghỉ và xả hơi" sau một dịch chuyển lớn trước khi tiếp tục xu hướng chủ đạo của nó. Biểu đồ dưới đây minh họa cho mẫu hình cờ chữ nhật.

## Mẫu hình Cờ tam giác
Mẫu hình cờ tam giác là giống hệt mẫu hình cờ chữ nhật trong thiết lập và tác động của nó; sự khác biệt duy nhất là giai đoạn củng cố của một mẫu hình cờ tam giác được đặc trưng bởi các đường xu hướng hội tụ chứ không phải là các đường xu hướng song song. Hình ảnh dưới đây là minh họa cho mẫu hình cờ tam giác.